# Saint-Forget
Saint-Forget là một xã của Pháp, nằm ở tỉnh Yvelines trong vùng Île-de-France.
Các xã giáp ranh: Saint-Lambert về phía đông bắc, Chevreuse về phía đông, Choisel về phía nam, Dampierre-en-Yvelines về phía tây nam và Le Mesnil-Saint-Denis về phía tây bắc.

## Hành chính
| \|- | \|- | \|- | 1995 | Jean Creno | tháng 3 2001 | Françoise Gossare |

## Biến động dân số
| v. 1882                                          | 1990 | 1999 |
| ------------------------------------------------ | ---- | ---- |
|                                                  | 521  | 458  |
| Số liệu lấy từ năm 1982: Dân số không tính trùng |      |      |